# Parc des Chutes-de-Sainte-Ursule
Le parc des Chutes-de-Sainte-Ursule est un parc régional situé à Sainte-Ursule (Québec), sur la rivière Maskinongé en Mauricie. 

## Le site
La rivière se dérobe pour former sept chutes d'eau sur une distance de quelques mètres. Se suivent donc: fosse, cascade, gorge et paysage géologique impressionnant dû à l'érosion. Elle a été jadis le lieu d'une activité forestière importante pour la municipalité. Ces sept chutes ont une dénivellation totale de 72 mètres, et la chute la plus importante possède une inclinaison de 45 degrés et a une hauteur de 30 mètres.

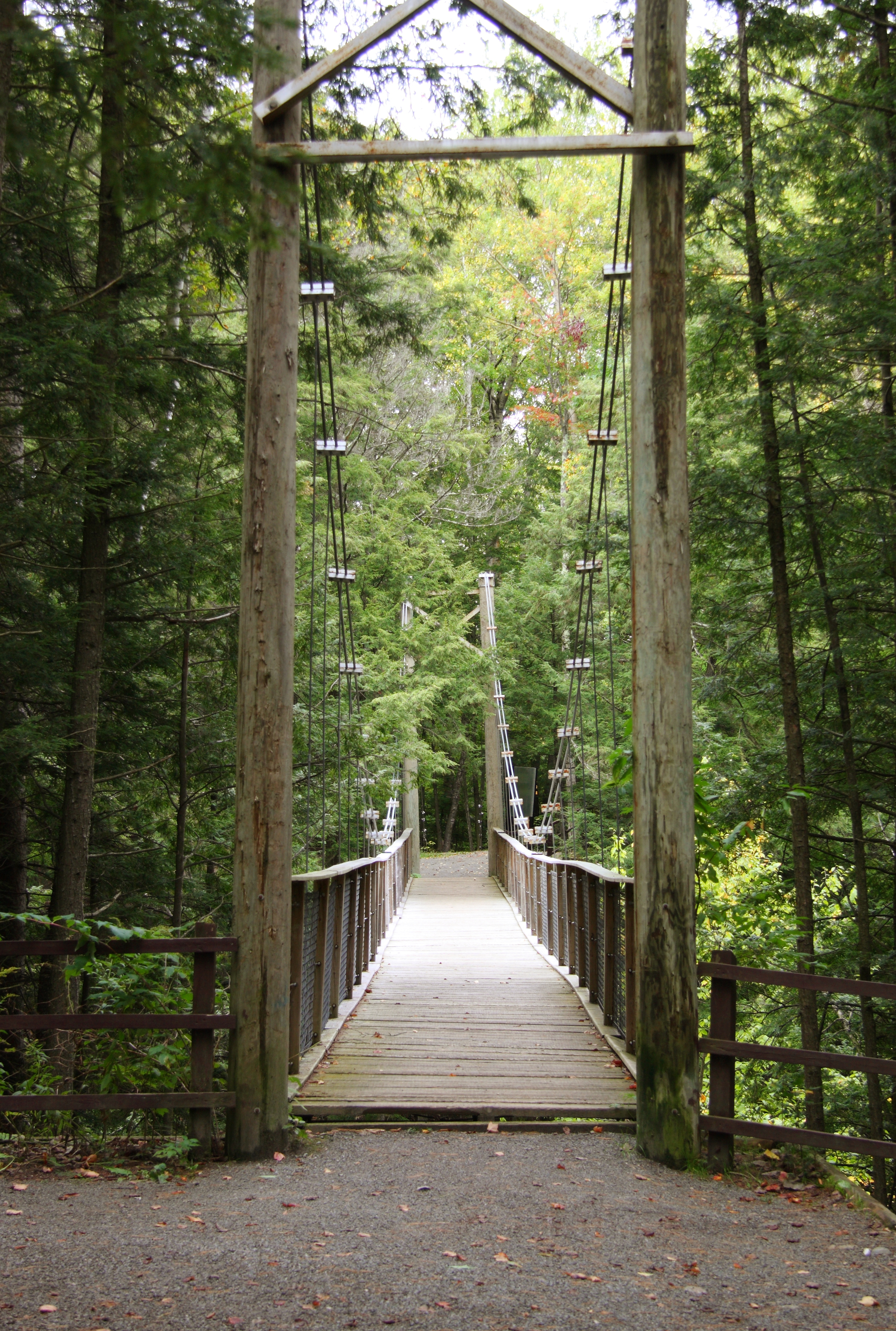
Pont suspendu au-dessus des chutes.
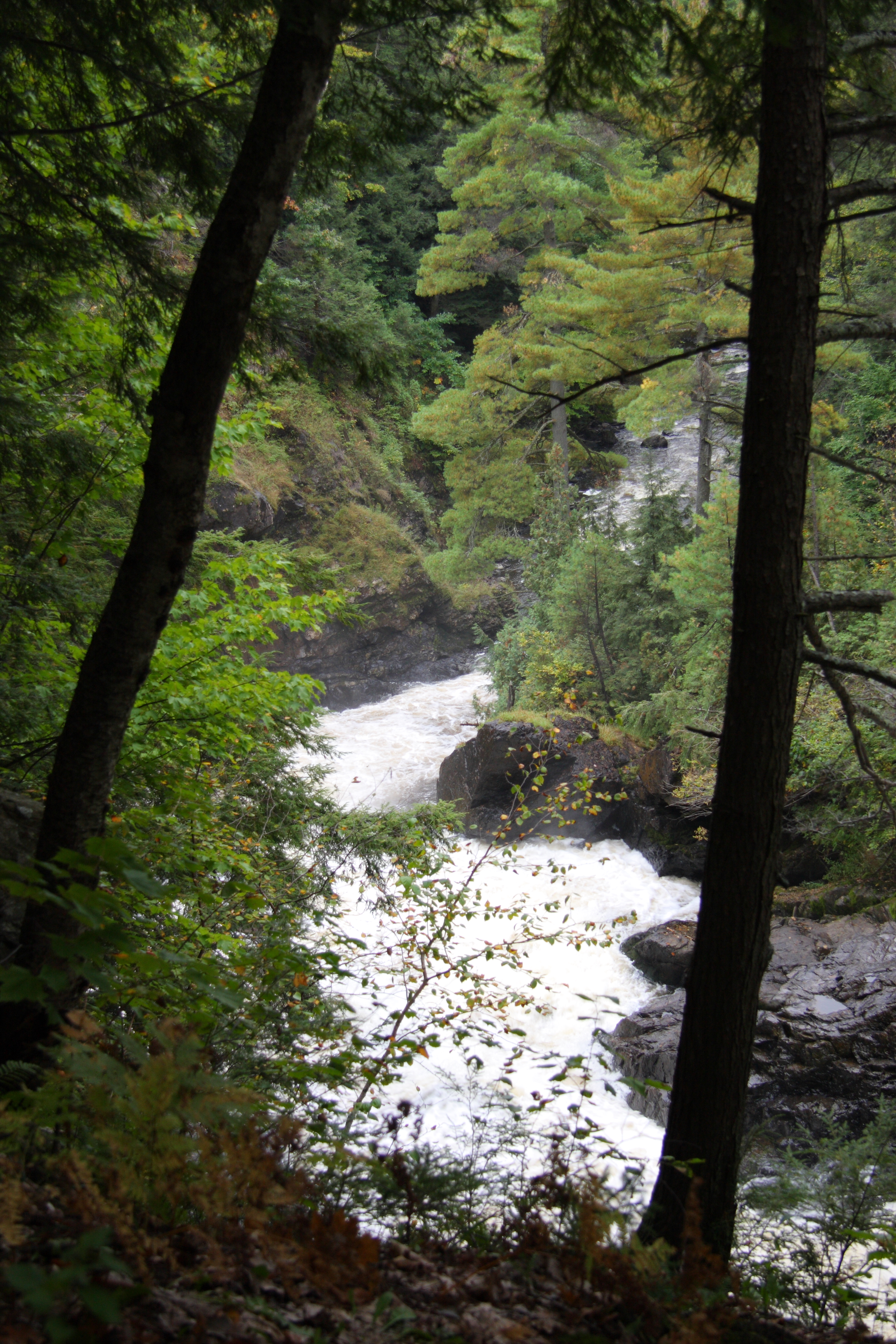
Vue des chutes le long d'un sentier.

## Historique
En 1811 s'établissaient à cet endroit un moulin à scie et une pulperie qui y a été en opération de 1882 à 1907. On y voit maintenant encore les vestiges sur une île située près de l'ancien lit de la rivière. Il y avait de plus des moulins à scie et à pâtes de bois qui furent en activité de 1850 à 1898. 
En juillet 2011, le conseil municipal de Sainte-Ursule dévoile son projet de construction d'une centrale hydroélectrique de 1,8 MW sur les chutes. Ce projet a reçu une certaine opposition, dont Julien Mineau, le chanteur de Malajube, qui est résident de la municipalité. Le président du Cercle des mycologues de Montréal, Raymond McNeil, affirme que le site des chutes contient plusieurs espèces rares de champignons et que l'assèchement partiel des chutes pourrait leur nuire. Le conseil abandonne finalement le projet à la suite d'un registre empêchant à la municipalité l'emprunt du 10 millions $CA. Le registre contenait 383 signatures soit environ 29 % de la population de la municipalité.